# Fanny Hesse
Pour les articles homonymes, voir Hesse.
Fanny Hesse, née Angelina Fanny Eilshemius le 22 juin 1850 à New York (États-Unis) et morte le 1er décembre 1934 à Dresde (Allemagne), est une technicienne de laboratoire en microbiologie et une illustratrice scientifique américano-allemande, à l'origine avec Walther Hesse de la culture de microorganismes sur un milieu à base d'agar-agar, principe utilisé dans la boîte de Petri.

## Biographie

### Jeunesse et formation
Fanny Hesse naît en 1850 à New York et a pour parents Gottfried Eilshemius, d'origine néerlandaise, et Cecile Elise Robert. Son grand-père maternel est le peintre suisse Louis Léopold Robert[réf. nécessaire] et son plus jeune frère, Louis Eilshemius, est peintre. Elle rencontre son futur mari et collaborateur Walther Hesse en 1872 en Allemagne, alors que sa famille est en voyage en Suisse. Ils se fiancent en 1873 et se marient le 16 mai 1874 l'année suivante à Genève en Suisse,.

### Recherche
En 1881, Fanny Hesse rejoint avec son mari le laboratoire du microbiologiste et médecin allemand Robert Koch. Elle y travaille comme technicienne de laboratoire pour son mari. Elle y réalise de manière non rémunérée les illustrations de préparations microscopiques publiées par son mari.
C'est elle qui suggère à Walther Hesse de substituer l'agar-agar à la gélatine de porc pour la culture de bactéries. Alors que Walther Hesse est confronté à la liquéfaction de ses milieux de culture comportant de la gélatine, liquéfaction provoquée par la chaude température de l'été et les bactéries protéolytiques cultivées, il demande à sa femme comment ses puddings et ses gelées parviennent à rester solides en dépit de la chaleur. Il s'avère qu'elle emploie de l'agar-agar, technique apprise par un ancien voisin néerlandais de New York qui avait voyagé en Indonésie et vécu à Java, où il s'agissait d'un ingrédient souvent utilisé. Walther Hesse rapporte l'emploi de l'agar-agar à Koch,, ce qui permet à celui-ci de cultiver la bactérie à l'origine de la tuberculose.
Les Hesse ne sont pas crédités de leur idée quand Koch publie en 1882 un article sur le bacille de la tuberculose, où il mentionne avoir utilisé de l'agar à la place de la gélatine sans en expliquer la raison. Ils ne retirent aucun bénéfice financier de leur découverte, à l'exception de la commercialisation d'un milieu de culture bactériologique comportant de l'agar-agar,. Julius Richard Petri, assistant de Koch quatre ans plus tard, améliorera le principe d'une culture sur une assiette d'agar-agar vers une boîte standard, la boîte de Petri.

### Retraite
Walther Hesse meurt en 1911. Fanny Hesse vit de 1900 à 1917 à Strehlen en banlieue de Dresde, avant de s'installer à Dresde auprès de ses enfants,.

### Famille
Avec Walther Hesse, Fanny Hesse a trois enfants.